# ژان-کلود دیکو
ژان-کلود دیکو (انگلیسی: Jean-Claude Decaux; زاده ۱۵ سپتامبر ۱۹۳۷ – درگذشته ۲۷ مه ۲۰۱۶) کارآفرین و سرمایه‌دار اهل فرانسه بود، که در سال ۱۹۶۴ شرکت تبلیغاتی ژی‌سی‌دیکو را تأسیس نمود.